# Cikadu (Watukumpul)
Cikadu is een plaats en bestuurslaag (kelurahan) in het onderdistrict (kecamatan) Watukumpul in het regentschap Pemalang van de provincie Midden-Java, Indonesië. Cikadu telt 6.515 inwoners (volkstelling 2010).